# Carcinus
Carcinus (em grego:  Καρκίνος Karkinos) é um género de caranguejos da família Portunidae, que inclui as espécies Carcinus maenas, uma importante espécie invasora, e C. aestuarii, uma espécie endémica das costas do Mediterrâneo.

## Carcinus maenas
A espécie Carcinus maenas é considerada como una das 100 piores espécies invasoras de todo o mundo. Sendo nativa das costas europeias do nordeste do Oceano Atlântico, incluindo o Mar Báltico, a espécie já colonizou habitats similares na Austrália, África do Sul, América do Sul e nas costas norte-americanas do Atlântico e do Pacífico. Cresce até atingir uma largura de carapaça de 90 mm, alimentando-se de uma variedade de moluscos, vermes e pequenos crustáceos, tendo um impacte potencial importante sobre diversas pescarias. A sua enorme dispersão para além da sua área natural de distribuição ocorre via uma variedade de mecanismos, tais como o transporte no casco de navios, em materiais de embalagem de peixes e moluscos, em bivalves transferidos para aquacultura e associado a materiais flutuantes.

## Carcinus aestuarii
Carcinus aestuarii é uma espécie nativa do Mediterrâneo, muito similar a C. maenas, espécie da qual é por vezes considerada como sendo uma subespécie. Os dois taxa são distinguíveis pela forma da parte frontal da sua carapaça, especialmente o bordo entre os olhos, que é curto e indentado C. maenas, mas longo e liso em C. aestuarii. Ao contrário de C. maenas, C. aestuarii até agora apenas foi reconhecido como invasor na costa do Japão, onde foi encontrada uma população alóctone de C. aestuarii ou pelo menos um híbrido de C. aestuarii com C. maenas.